# Raphael Dwamena
Raphael Dwamena (Nkawkaw, 12 de setembro de 1995 – Rrogozhinë, 11 de novembro de 2023) foi um futebolista ganês que atuava como atacante.

## Carreira em clubes
Formado no Red Bull Ghana, Dwamena foi para o Red Bull Salzburg juntamente com seu companheiro de equipe David Atanga, inicialmente para um período de testes. Em janeiro de 2014, foi contratado para atuar nos juniores do Salzburg, onde causaria impacto imediato. Foi promovido ao Liefering (time reserva) em julho do mesmo ano, fazendo sua estreia contra o Hartberg, entrando no lugar de Nikola Dovedan aos 82 minutos. Seu primeiro gol como profissional foi na vitória por 4 a 1 sobre o Austria Klagenfurt, em setembro de 2015.
Teve ainda uma passagem bem-sucedida pelo Austria Lustenau, marcando 18 gols em 20 jogos pela segunda divisão, além de ter balançado as redes 3 vezes em duas partidas pela Copa da Áustria. Seu desempenho levou o atacante a ser contratado pelo Zürich em janeiro de 2017. Com a camisa do FCZ, Dwamena ajudou a equipe a conquistar o acesso para a primeira divisão de 2017–18, marcando 12 gols em 18 partidas.
Jogaria ainda por Levante, Zaragoza, Vejle, Blau-Weiß Linz, BSC Old Boys e Egnatia Rrogozhinë.

## Carreira internacional
Pela Seleção Ganesa, Dwamena atuou em 9 partidas e marcou 2 gols. Ele chegou a ser pré-convocado para a Copa das Nações Africanas de 2017, mas não foi lembrado na lista definitiva.[carece de fontes?]

## Problemas cardíacos e morte
Em agosto de 2017, esteve próximo de assinar com o Brighton & Hove Albion, que havia sido promovido à Premier League. Porém, o acordo foi cancelado após os exames detectarem um problema cardíaco no atacante, que voltaria ao Zürich. Durante sua passagem pelo Zaragoza, os médicos recomendaram que Dwamena encerrasse a carreira, mas ele instalou um cardioversor desfibrilhador implantável em 2020 para seguir atuando.
Quando ainda defendia o Vejle, foi afastado do elenco após novos problemas cardíacos serem detectados, tendo seu contrato rescindido posteriormente. Durante uma partida da Copa da Áustria contra o Hartberg (mesmo rival da estreia profissional do atacante), Dwamena desmaiou no gramado e foi levado ao hospital, mas se recuperou.
Em 11 de novembro de 2023, durante o jogo entre Egnatia e Partizani Tirana, Dwamena caiu no gramado aos 23 minutos da primeira etapa, vitimado por uma parada cardíaca. Ele ainda foi levado a um hospital da cidade vizinha de Kavajë, mas faleceu durante o trajeto. As demais partidas da rodada do Campeonato Albanês terminariam suspensas.[carece de fontes?]

## Títulos
Zürich
- Challenge League: 2016–17[carece de fontes?]
- Copa da Suíça: 2017–18[22][23]

Egnatia Rrogozhinë
- Copa da Albânia: 2022–23[carece de fontes?]